# Amy Farrah Fowler
Amy Farrah Fowler és un personatge de la sèrie còmica de televisió estatunidenca The Big Bang Theory, interpretada per l'actriu Mayim Bialik. Amy és una neurocientífica que manté una relació amorosa amb el personatge de Sheldon Cooper (interpretat per Jim Parsons). S'hi dona la circumstància que Bialik té el doctorat en Neurociències, mentre que Amy és doctora en Neurobiologia. Amb la seua entrada, gairebé paral·lela a la de Bernadette, la sèrie es va apartar del concepte inicial de colla masculina de científics freaks i geeks, i va tombar cap a trames de relació de parella, amb un major protagonisme femení.
Apareix per primera vegada en el capítol final de la tercera temporada i comença a sortir amb Sheldon a la cinquena. Fins a la sisena temporada, viuen en apartaments separats. Quan Leonard, el company de pis de Sheldon, marxa per un temps, ella es trasllada per conviure junts, sense fortuna. Burxat pel col·lega i rival Barry Kripke, Sheldon menteix a l'afirmar que té relacions sexuals amb Amy, si bé admet a Penny que està obert a tindre'n. Ho admet de nou davant d'Amy, en el curs d'una partida del joc de rol Dungeons & Dragons. A la darrera temporada, Sheldon i Amy guanyen junts el Premi Nobel de Física pel seu treball en la teoria de cordes super-asimètriques.
D'altra banda, Amy havia mantingut una visió ambivalent i sovint condescendent cap a les altres dues dones de la colla, Penny i Bernadette (parelles de Leonard i Howard, respectivament). Tanmateix, a mesura que progressa la sèrie, cada vegada passa més temps amb elles, juntes o per separat. En certs moments considera Penny com la seua millor amiga; fins i tot, s'insinua un cert enamorament i atracció física. Penny, per la seua banda, la té en bona estima però no acaba de comprendre que siga extremadament sincera o que no entenga les "converses de xiques". Cap a Bernadette, manté un lligam d'amiga pròxima.